# میهمان داریم
میهمان داریم یک فیلم درام به کارگردانی  و نویسندگی محمدمهدی عسگرپور محصول سال ۱۳۹۱ است. این فیلم در آبان ۱۳۹۳ اکران عمومی شد که پس از ۱۶ روز نمایش در سینماهای تهران و سایر شهرهای ایران، توانست ۲۱۵ میلیون تومان فروش داشته باشد.

## داستان
ابراهیم و فخری در خانه‌ای قدیمی زندگی می‌کنند و سه فرزندشان در جنگ شهید شده‌اند و فرزند چهارم رضا جانباز قطع نخاعی‌ست که در یک آسایشگاه تحت مراقبت است. رضا بعد از شهید شدن هم‌رزم‌اش، کمال، پرخاشگر و عصبی شده و داروهایش را مصرف نمی‌کند، به همین خاطر ابراهیم و فخری تصمیم می‌گیرند او را به خانه آورده و خود از وی مراقبت کنند. محبوبه خواهر کمال به خانه آنها می‌آید و مایل است طبق قرار قبلی با رضا ازدواج کند، اما رضا او را رد می‌کند. رضا اصرار دارد که باید بمیرد و همین رفتارها باعث می‌شود که یک روز ابراهیم با او برخورد کرده و به صورت او سیلی بزند. یک شب که به نظر می‌رسد هر سه نفر دچار گازگرفتگی شده‌اند، سه فرزند شهید به خانه بازمی‌گردند، قرار است خانواده محبوبه بیایند و فخری به خاطر کهنگی و خرابی خانه تمایل دارد که مهمانی عقب بیفتد،

## بازیگران
- پرویز پرستویی
- آهو خردمند
- محمد صادقی
- بهروز شعیبی
- سهیلا گلستانی
- مهدی صادقی

## جوایز
| قسمت                      | نامزد            | نتیجه    |
| ------------------------- | ---------------- | -------- |
| بهترین کارگردانی          | محمدمهدی عسگرپور | نامزدشده |
| بهترین بازیگر نقش مکمل زن | سهیلا گلستانی    | نامزدشده |
| بهترین فیلمبرداری         | محمد آلادپوش     | نامزدشده |
| بهترین موسیقی متن         | علیرضا کهن دیری  | نامزدشده |
| بهترین چهره‌پردازی         | مهرداد میرکیانی  | نامزدشده |
| بهترین فیلم آسیایی        | محمدمهدی عسگرپور | برنده    |